# Laurent Baude
Pour les articles homonymes, voir Baude.
Laurent Baude, né le 21 septembre 1956 à Saint-Maurice, est un artiste plasticien français , diplômé de l’École Nationale Supérieure des Beaux-Arts de Paris.

## Biographie
En 1979, Laurent Baude s’installe à Paris et étudie, pendant 4 ans à l’École Nationale Supérieure des Beaux Arts, il travaille dans l’atelier de César. 
Il commence à utiliser du bois et de la ferraille pour creuser des volumes. Il s’intéresse également aux effets de la couleur sur les formes. Ses recherches, le conduisent à réaliser des totems remarqués par le galeriste Eric Fabre en 1983.
Depuis, il expose régulièrement à Paris, Lavrov, JGM,PIXI et à l’étranger.
En 1990, Laurent Baude obtient une bourse Léonard de Vinci et passe une année en Égypte. Il part ensuite enseigner la sculpture à Beyrouth.
En 1998, il répond à l’invitation de Mark di Suvero et participe au Socrate Sculpture Park de New York.
En 2000, il expose de nouveau à New York, dans une tour de World Trade Center, pour laquelle il créera la sculpture intitulée par la suite : Before Ground Zéro.
En 2001-2002, il enseigne à Chicago à l’Art Institute. 
En 2002, il est lauréat du Jackson Pollock/Lee Krasner Prize. 
Actuellement l’artiste vit et travaille entre le Vaucluse et Paris.

## Principales expositions
2008/ Nocturne, Gallery Lasés, Paris, France 
Bijoux sculptures: L'art vous vat si bien, La piscine, Musée d'art et d'Industrie, Roubaix, France 
2007/ Nocturne, Gallery Lasés, Paris, France
Installation in La Suite, Maison Rouge, Antoine de Galbert Foundation, Paris, France
Art Paris Art Fair, Gallery Lasés, Paris, France
Merci, Galerie Pixi, Paris, France
2006/ Laurent Baude, La Bastide Rose, Le Thor, Luberon, France
2005/ Laurent Baude, Galerie Pixi, Paris, France
2001/ Laurent Baude- Immersions, Galerie Pixi, Paris, France
2000/ Création of the sculpture Before Ground Zéro, World Trade Center, New York, USA
1998/ Invited by Mark di Suvero to participate in the Socrate Sculpture Park of New York, USA
1984/ Espace Lidewij Edelkoort, France